# 343158 Марсіас
(343158) 2009 HC82 — астероїд групи Аполлона, відкритий 29 квітня 2009 року.
Тіссеранів параметр щодо Юпітера — 1,317.